# 50-й меридіан східної довготи
50-й меридіан східної довготи — лінія довготи, що лежить на 50 градусів східніше Гринвіцького меридіана. Вона проходить від Північного полюса через Північний Льодовитий океан, Європу, Азію, Африку, Індійський океан, Південний океан та Антарктиду до Південного полюса.
50-й меридіан східної довготи формує велике коло разом із 130-тим меридіаном західної довготи.

## Список географічних об'єктів, що перетинає 50° сх. д.
Починаючи на Північному полюсі та рухаючись до Південного полюса, 50-й меридіан східної довготи проходить через:
| Координати                                                 | Країна, територія або море | Примітки                                                                        |
| ---------------------------------------------------------- | -------------------------- | ------------------------------------------------------------------------------- |
| 90°0′ пн. ш. 50°0′ сх. д. / 90.000° пн. ш. 50.000° сх. д.  | Північний Льодовитий океан |                                                                                 |
| 80°55′ пн. ш. 50°0′ сх. д. / 80.917° пн. ш. 50.000° сх. д. | Росія                      | Земля Франца-Йосифа — проходить через Землю Георга                              |
| 80°30′ пн. ш. 50°0′ сх. д. / 80.500° пн. ш. 50.000° сх. д. | Баренцове море             | Протока Нейтингейл                                                              |
| 80°13′ пн. ш. 50°0′ сх. д. / 80.217° пн. ш. 50.000° сх. д. | Росія                      | Земля Франца-Йосифа — проходить через острів Брюса                              |
| 80°3′ пн. ш. 50°0′ сх. д. / 80.050° пн. ш. 50.000° сх. д.  | Баренцове море             | Проходить західніше острова Нортбрук, Росія                                     |
| 69°18′ пн. ш. 50°0′ сх. д. / 69.300° пн. ш. 50.000° сх. д. | Росія                      | Проходить через острів Колгуєв                                                  |
| 68°56′ пн. ш. 50°0′ сх. д. / 68.933° пн. ш. 50.000° сх. д. | Баренцове море             |                                                                                 |
| 68°5′ пн. ш. 50°0′ сх. д. / 68.083° пн. ш. 50.000° сх. д.  | Росія                      |                                                                                 |
| 51°15′ пн. ш. 50°0′ сх. д. / 51.250° пн. ш. 50.000° сх. д. | Казахстан                  |                                                                                 |
| 46°35′ пн. ш. 50°0′ сх. д. / 46.583° пн. ш. 50.000° сх. д. | Каспійське море            | Проходить західніше півострова Мангишлак, Казахстан                             |
| 40°35′ пн. ш. 50°0′ сх. д. / 40.583° пн. ш. 50.000° сх. д. | Азербайджан                | Проходить через Абшеронський півострів — східніше Баку                          |
| 40°20′ пн. ш. 50°0′ сх. д. / 40.333° пн. ш. 50.000° сх. д. | Каспійське море            |                                                                                 |
| 37°25′ пн. ш. 50°0′ сх. д. / 37.417° пн. ш. 50.000° сх. д. | Іран                       |                                                                                 |
| 30°13′ пн. ш. 50°0′ сх. д. / 30.217° пн. ш. 50.000° сх. д. | Перська затока             |                                                                                 |
| 26°49′ пн. ш. 50°0′ сх. д. / 26.817° пн. ш. 50.000° сх. д. | Саудівська Аравія          | Проходить західніше Ед-Даммама                                                  |
| 18°39′ пн. ш. 50°0′ сх. д. / 18.650° пн. ш. 50.000° сх. д. | Ємен                       |                                                                                 |
| 14°51′ пн. ш. 50°0′ сх. д. / 14.850° пн. ш. 50.000° сх. д. | Індійський океан           | Аденська затока                                                                 |
| 11°30′ пн. ш. 50°0′ сх. д. / 11.500° пн. ш. 50.000° сх. д. | Сомалі                     |                                                                                 |
| 8°6′ пн. ш. 50°0′ сх. д. / 8.100° пн. ш. 50.000° сх. д.    | Індійський океан           |                                                                                 |
| 13°21′ пд. ш. 50°0′ сх. д. / 13.350° пд. ш. 50.000° сх. д. | Мадагаскар                 | Проходить через острів Мадагаскар                                               |
| 15°46′ пд. ш. 50°0′ сх. д. / 15.767° пд. ш. 50.000° сх. д. | Індійський океан           |                                                                                 |
| 16°43′ пд. ш. 50°0′ сх. д. / 16.717° пд. ш. 50.000° сх. д. | Мадагаскар                 | Проходить через острів Нусі-Бураха                                              |
| 16°45′ пд. ш. 50°0′ сх. д. / 16.750° пд. ш. 50.000° сх. д. | Індійський океан           | Проходить західніше островів Крозе, Французькі Південні і Антарктичні Території |
| 60°0′ пд. ш. 50°0′ сх. д. / 60.000° пд. ш. 50.000° сх. д.  | Південний океан            |                                                                                 |
| 67°4′ пд. ш. 50°0′ сх. д. / 67.067° пд. ш. 50.000° сх. д.  | Антарктида                 | Проходить через Австралійську антарктичну територію (претендує Австралія)       |